# Paratrigonoides mayri
Paratrigonoides é um gênero de abelha sem ferrão presente na América do sul, mais especificamente na Colômbia. Existem por volta de 500 espécies de abelhas sem ferrão no mundo catalogadas em diversos gêneros diferentes. Muitas espécies ainda não foram descobertas e outras estão passando por revisões para reenquadrá-las como novas espécies ou pertencentes a outros gêneros.
Existe até o momento apenas 1 espécie de Paratrigonoides catalogada, sendo ela:
| Gênero          | Espécie               | Nome popular (se tiver) |
| Paratrigonoides | Paratrigonoides mayri | Paratrigonoides mayri   |